# رندل (واشینگتن)
رندل (به انگلیسی: Randle) یک روستا در ایالات متحده آمریکا است که در شهرستان لوئیس، واشینگتن واقع شده‌است. رندل ۲٬۹۳۱ نفر جمعیت دارد.